# Hydroporus vespertinus
Hydroporus vespertinus là một loài bọ cánh cứng trong họ Bọ nước. Loài này được Fery & Hendrich miêu tả khoa học năm 1988.